# Alvania syngenes
Alvania syngenes is een slakkensoort uit de familie van de Rissoidae. De wetenschappelijke naam van de soort werd in 1884 voor het eerst geldig gepubliceerd door Addison Emery Verrill.